# 坎普鎮區 (愛荷華州波爾克縣)
坎普鎮區（英語：Camp Township）是位於美國愛荷華州波爾克縣的一個行政鎮區。

## 地方資料
根據2010年美國人口普查的數據，坎普鎮區的面積為108.15平方千米，當中陸地面積為106.13平方千米，而水域面積為2.02平方千米。當地共有人口2183人，而人口密度為每平方千米20.18人。